# Mis años grossos
Mis años grossos es una serie de televisión chilena producida por Roos Film y emitida por la cadena Chilevisión, adaptación local bajo licencia de la sitcom estadounidense That '70s Show, pero ambientada en los años 1980 en Chile.
Es protagonizada por Gonzalo Olave y narra las desventuras de los Molina, una familia chilena común y corriente que se ve sometida a la contingencia de 1987 y que, casi siempre, deben sortear azarosos y divertidas situaciones causadas por su protagonista. 
Entre los que trabajaron en ella se encuentra el escritor Pablo Toro, que comenzó en 2009 como redactor de guiones y quien poco después pasó a ser editor general.
La serie fue cancelada por la muerte del protagonista Gonzalo Olave.

## Argumento
Rodrigo Molina (Gonzalo Olave) es un joven de 17 años que está a punto de terminar su enseñanza media y que vive rodeado de un particular grupo de amigos, con quienes deberá enfrentar el mal genio de su padre cesante Sergio (Gonzalo Robles), quien con mano dura intenta inculcar valores en sus hijos, casi siempre con consecuencias fatales. Además de él aparecen en esta historia la mamá enfermera Vicky (Catalina Guerra), la hermana Claudia (Javiera Acevedo) rubia que siempre confabula contra su hermano menor solo para divertirse. Pero Rodrigo no está solo. Los acompañan capítulo a capítulo sus mejores amigos, entre ellos El "Carlanga" (Nelson Muñoz), que tiene una mamá hippie. Cony (Andrea Velasco), la "cuica" hija de militar, Martín (Emilio Edwards) el alocado pololo de cony; John Jairo "el Jota" (Juan Pablo Miranda) mexicano hijo de funcionarios diplomáticos de la OEA al cual tratan de enseñarle cómo se vive en Chile y Paula (Isabel Ruiz), la vecina de quien siempre estuvo enamorado. 
Ellos se reúnen en la mansarda de la casa de Rodrigo y viven historias, anécdotas y experiencias, todo en tono de comedia. Durante la serie se podrán observar guiños a íconos de la década, como la participación del grupo Soda Stereo en el Festival de la Canción de Viña del Mar, la elección de Cecilia Bolocco como Miss Universo, entre otros.

## Reparto
- Gonzalo Robles como Sergio Molina.
- Catalina Guerra como Victoria "Vicky" Lara.
- Gonzalo Olave como Rodrigo Molina.
- Isabel Ruiz como Paula Bertoni.
- Emilio Edwards como Martín Achondo.
- Andrea Velasco como Coni Bustamante.
- Javiera Acevedo como Claudia Molina.
- Nelson Muñoz como Carlanga Torres.
- Juan Pablo Miranda como John Jairo "Jota" Jiménez .
- Liliana García como Silvia Guzmán.
- Gabriel Prieto como Gabriel Bertoni.
- Ariel Levy como Lucas.
- Violeta Vidaurre como Señora Molina, madre de Sergio.
- Daniela Palavecino como Bailarina de Ballet.

## Producción

### Adaptación
La principal decisión de adaptación de That '70s Show, tuvo que ver con el cambio del momento histórico, de los años 1970 a fines de los años 1980 en Chile. Las razones para esto fueron principalmente la historia misma del país, ya que por lo tumultuoso de la época (el golpe de Estado de 1973 y la posterior dictadura de Pinochet) esta década no era la más propicia para una comedia. Se eligió entonces los últimos años de la década de 1980, más cercanos al retorno de la democracia en Chile.